# PLCB4
La fosfoinosítido fosfolipasa C beta 4 (PLCB4) (EC 3.1.4.11) es una isozima humana de la enzima fosfoinosítido fosfolipasa C. Cataliza la reacción:
1-fosfatidil-1D-mio-inositol 4,5-bisfosfato + H2O {\displaystyle \rightleftharpoons } 1D-mio-inositol-1,4,5-trisfosfato + diacilglicerol
Tiene como función la producción de las moléculas mensajeras diacilglicerol e inositol 1,4,5-trifosfato. Utiliza como cofactor calcio. La PLCB4 se expresa principalmente en la retina y juega un papel en la transducción de señales en este tejido. Contiene un dominio tipo C2, un dominio tipo PI-PLC X-box y un dominio PI-PLC Y-box.